# Elephant Man
Oneal Bryan, más conocido como Elephant Man (Kingston, 11 de septiembre de 1976), es un músico jamaicano de dancehall y reggae.

## Carrera
Su nombre artístico ‘Elephant Man’no proviene de sus grandes orejas. En su juventud llevó el apodo Dumbo. Comenzó su carrera musical como miembro del grupo Scar Dem. Más adelante continuó como artista solista. Lo caracterizaron más adelante para varias marcas registradas, tales como su pelo teñido de amarillo, su voz y su manera de interpretar, que incluye el salto y el funcionamiento, o aún subir en apoyos y monitores de la etapa. Su marca registrada acústica es marcada por una luz balbucea.
El primer reconocimiento internacional le llegó en 2004, cuando la empresa de productos deportivos Puma utilizó su canción " All Out " para la Campaña Comercial de las Olimpiadas.
A principios de 2006, su canción Willie Bounce apareció en varias mezclas. Pidió prestados los primeros compases de canciones como I will survive (de Gloria Gaynor).
El 6 de noviembre de 2007 firmó con el nuevo estudio Bad Boy Records (cerca de Cipha Sounds y Solitair
y lanzó Let’s get physical. El primer solo se llama Five-O, que interpreta con Wyclef Jean. Otra pista en el álbum presenta a Diddy y Busta Rhymes.

La Danza Gully Creepee, que fue creado por Elephant Man, fue bailado por el atleta Usain Bolt en los Juegos Olímpicos de Verano del 2008 en Pekín, después de ganar la medalla de oro y de conseguir un récord mundial en el sprint de 200 metros.

## Controversias
Elephant Man es criticado por la letra de sus canciones, donde pide violencia y asesinato contra cualquier persona homosexual.
En 2003 en el Reino Unido, el grupo de activistas LGBT (lesbianas, gais, transexuales y bisexuales), OutRage!, hizo un pedido para la detención y procesamiento de varios cantantes de reggae y dancehall, incluyendo a Elephant Man, Bounty Killer y Beenie Man por la violación de las leyes contra el delito de odio.
Sin embargo, O’Neil Bryan quedó en libertad gracias a una «mordaza» de la empresa discográfica y un acuerdo con los grupos de los derechos de los homosexuales (LGBT) en Reino Unido.

## Discografía

### Álbumes
- 2000: Comin 4 U
- 2001: Log On
- 2002: Higher Level
- 2003: Good 2 Go
- 2008: Let's Get Physical

### Sencillos
| Año  | Título                                          | Posición   | Posición       | Posición       | Álbum                                        |
| Año  | Título                                          | US Hot 100 | US R&B/Hip-Hop | Hot Rap Tracks | Álbum                                        |
| 2003 | "Pon de river"                                  | 86         | 29             | 19             | Good 2 go                                    |
| 2004 | "Jook gal" (con Twista, YoungBloodZ y Kiprich). | 57         | 20             | 15             | Good 2 go (remix de la versión en el álbum). |
| 2007 | "Five-O" (con Wyclef Jean).                     | -          | 87             | -              | Let's Get Physical                           |

### Como huésped ofrecida
| Año  | Título                       | Posición   | Posición       | Posición       | Álbum   |
| Año  | Título                       | US Hot 100 | US R&B/Hip-Hop | Hot Rap Tracks | Álbum   |
| 2007 | "Whine Up" (con Kat DeLuna). | 29         | -              | -              | 9 Lives |
| 2007 | "China wine" (con Sun).      | -          | -              | -              | TBA     |

### Participaciones
La siguiente en la lista de las canciones de Elephant Man aparecen con otros artistas:
- "All Nite (Don't Stop)" (So So Def Remix) por Janet Jackson con Elephant Man.
- "Are You Feelin' It?" por los Teddybears con Elephant Man; Soft Machine.
- "Get Low (Remix)" `por Lil Jon & The Eastside Boyz con Ying Yang Twins, Busta Rhymes, y Elephant Man; Parte II.
- "Pon de Replay (Remix)" by Rihanna con Elephant Man; Music of the Sun.
- "Reggae Bump Bump" por R. Kelly con Elephant Man; TP-3: Reloaded.
- "Shake (Remix)" por Ying Yang Twins con Pitbull y Elephant Man; Money Is Still a Major Issue.
- "Switch (Reggae Remix)" por Will Smith con Elephant Man; Lost & Found.
- "U Sexy Girl" por Fatman Scoop con Elephant Man & Jabba; U Sexy Girl.
- "What U Gon' Do (Jamaican Remix)" por Lil Jon & The Eastside Boyz con Elephant Man & Lady Saw; Crunk Juice.
- "Shake That Booty (Krumpa Remix)" por David Banner con Elephant Man; Certified.
- "Shake Baby Shake (Seeed Remix)" por Seeed con Elephant Man; What You Deserve Is What You Get - EP.
- "Ishq Naag" con RDB con Elephant Man; PUNJABI.
- "Whine Up" por Kat DeLuna con Elephant Man; "9 Lives".
- "Robbery (Remix)" por Killah Priest con Elephant Man & Savoy (Black August).
- "Get Wild (Bonus Track)" por Lil Skeeter con Elephant Man; "Midwest Mastermind".
- "China Wine" por Sun con Wyclef Jean, Elephant Man y Tony Matterhorn.
- "Throw Your Hands Up" por Teddybears STHLM con Elephant Man y Harry Toddler of Scare Dem Crew; Rock 'n' Roll Highschool.
- "Money In The Bank" (Remix) por Swizz Beatz con Young Jeezy, Eve & Elephant Man.
- "Spin Ya Rag" por Lil Jon & DJ Ideal con Elephant Man; The BME Mixtape.
- "Wall To Wall (Remix) por Chris Brown; Wall To Wall (Single).
- "Umbrella (Remix) por Rihanna con Elephant Man.
- "Pegao (Remix)" por Wisin & Yandel con Elephant Man; Caribbean Connection.
- "Latinas" Zion & Lennox con Elephant Man; Caribbean Connection.
- "Cut Dem Off Ricky Blaze con Tony Matterhorn y Elephant Man.
- "Satisfaction" por Pushim con Elephant Man.